# Látex Diamond
Látex Diamond es un rapero y MC madrileño.

## Biografía
Látex empezó pintando grafitis en la década de los noventa, cuando era muy joven. Oyendo rap se propuso cantar sus propias letras, lo que no comenzó a hacer hasta la formación del grupo 4 Dementes, formado por él mismo y los MCs High Gambino, Zekie y Nano.
Desde sus primeras jams comenzó a unirse a ellos el rapero Mitsuruggy, dispuesto a cantar sobre las propias bases del grupo. Posteriormente, se unió al grupo Glax, un músico de origen ruso encargadado de producir las bases. El grupo cambió su nombre por Pidaras (pídaras o pidarás significa "gilipollas" en ruso). Posteriormente, Látex conoció a Sholo y a Seh-Mental durante el transcurso de una jam, y a partir de entonces comenzaron a reunirse para realizar grafitis. Cuando Sholo empezó a pinchar, pasó a ser el DJ que acompañaba a Pidaras. El grupo grabó dos maquetas, que fueron escasamente distribuidas.
Tras la separación de Pidaras, Látex siguió su carrera acompañado de Sholo, se unió a la LaTraga'M, y en 2001 grabó su primera maqueta, Látex, inaugurando los trabajos del colectivo. Posteriormente, en 2002 Látex grabó la que sería su maqueta más conocida, Xperma. Tras esta maqueta, un tema suyo apareció en Underground Promesas, y empezó a aparecer en recopilatorios como el de Trapos Sucios o las versiones posteriores de Underground Promesas.
Siendo ya un habitual en las maquetas de otros artistas, sobre todo de Madrid, presentó su tercera maqueta, Érase una vez antes...y ahora, en 2004. En ella empiezan a aparecer producciones de High Gambino y Orgazmo. No obstante, Látex ha declarado que, debido a muchos factores, se estaba encasillando en "lo que hacía todo el mundo [en la época]", tanto en este trabajo como en su posterior Recuérdame, mixtape aparecida en 2005.

## 2005-2012 Uglyworkz y Plan B
El estilo de Látex da un giro cuando empieza a escuchar el estilo estadounidense de hip hop conocido como Dirty south, descubriendo otra manera de utilizar el tempo a partir de la forma en que se entonan los estribillos en el rap habitual de los estados del sur de EE. UU., esto puede verse reflejado en su cuarto trabajo la mixtape “Recuérdame” presentada en 2005 en la cual empieza a rapear sobre producciones de este estilo. Una de las canciones de esta mixtape es “7 Estrellas” que cuenta con la colaboración de los raperos Xcese, Chinaka y High Gambino y obtiene una gran repercusión en la escena Underground nacional sobre todo en la ciudad Madrid dándole a Látex un notorio reconocimiento.
En 2006 el rapero Mitsuruggy le propone la unión junto a Sta-K Sánchez, Trad Montana y Sholo Truth como socios capitalistas para formar una empresa basada en el ya existente formato Uglyworkz, una web diseñada en su momento original por el productor murciano Jayder y gestionada por Mitsuruggy la cual reúnia trabajos e información referente al entorno underground del momento como Sektor Zentral, los catalanes Attake Direktto, Xcese, Primer Dan, los granadinos Poesía Sublime o el mismo látex entre otros. Desde ese momento pasaría a convertirse en su nuevo sello discográfico.

## Plan B
En 2007 edita su primer álbum "PLAN B" junto al multidisciplinar Sholo Truth, un LP que implementa el uso del Talkbox prácticamente por primera vez en la escena Española y que bebe de diferentes sonidos como el G-Funk, el electro o el Dirty South entre otros. El álbum obtiene un gran reconocimiento por la crítica cuya recepción es muy positiva tachándolo de "clásico instantáneo" muestra de ello es una cierta repercusión internacional en países como Japón (donde venden más de 500 unidades en diferentes tiendas) Noruega (Lugar donde actúa por primera vez un grupo de hip hop Español) México o EE. UU.

## Cuenta y Suma, Mixtapes y Screwfest
Entre los años 2007 y 2009, Látex Diamond lanza varias mixtapes underground que obtienen cierta repercusión como "Cuenta y Suma" y vende más de 1000 unidades. 
En 2007 Látex Diamond actúa en el festival estadounidense de Houston "ScrewFest" aniversario en honor a "DJ Screw" junto al grupo "Madrid Pimps" . Este hecho supone un giro importante en su carrera y en su forma de concebir la música y la industria. 

## Piedra Papel o Tijera
En 2010 edita su segundo LP "Piedra Papel o tijera" y actúa en la Sala Caracol en el aniversario del sello Uglyworkz junto al resto de miembros del colectivo. Ese mismo día se produce el lanzamiento del videoclip "I Like It" junto a Sholo Truh y Mitsuruggy, el cual obtiene un gran repercusión en el momento. Este sería el último disco editado en sello debido a su disolución en 2012.

## La Tragam
Tras la disolución del sello Uglyworkz Entertainment en 2012. forma junto con Sholo Truth, y Kiba el grupo LaTragam, con el que edita un disco producido enteramente por Sholo Truth con título homónimo "La Tragam" en el año 2013 con sonidos funk y guiños al Hip Hop de la costa oeste americana. Aparece en tres videoclips del álbum "El amor de mi vida" "Nada que perder" y "Revolution" junto al rapper californiano Kokane. 
El disco no obtiene la repercusión esperada y sus componentes abandonan el proyecto. Tras la disolución prematura del grupo durante el año 2014 edita varios sencillos junto a Sholo Truth: "Voy a Salir de aquí" "En aquella tierra" y "Míranos" este último en formato videoclip, el cual obtiene una buena crítica y gran aceptación por parte del público.

## 2015
En 2015 comienza a participar en eventos como la "Jam Steady" en Madrid junto a músicos en el escenario, compartiendo cartel con numerosos artistas locales y posteriormente colaborando con artistas del underground independiente como Nársil, Ochoa, A.Cheeza, Xenior, Jack Red o T.Dom.
Durante este año y hasta la actualidad se ha convertido en colaborador del programa RappMetrópolis junto a DJ Cream en Radio Enlace. Esto le mantiene en contacto con la escena actual y le lleva a realizar entrevistas a diversos grupos del Underground. 
En julio de 2017 actúa en Santander en la sala Black Bird junto a Sholo Truth y Priteo celebrando una década de la salida del álbum "Plan B" ya considerado un clásico underground obteniendo una gran acogida.
En 2020 reedita junto a Sholo Truth "Plan B" en vinilo por segunda vez y edita los LPS de su grupo "LATRAGAM" y "S.W.E.A.T" junto a A.Cheeza también en formato vinilo.

## 2019- Atemporal y S.W.E.A.T
En enero de 2019 Lanza su tercer álbum "Atemporal" de manera independiente. El álbum obtiene muy buena acogida por parte del público. Latex Diamond realiza un micromecenazgo a través de la plataforma Verkami para editar el disco en vinilo y consigue con éxito el apoyo de los mecenas para llevarlo a cabo agotando todas las unidades físicas en ambos formatos. 
Unos meses más tarde en octubre edita otro álbum junto al rapper mAdrileño A.Cheeze del sello CIO ENT (Check It out Ent) ´S.W.E.A.T.’ (South West European Amplifierburstin’trilladistical Tunes) con el que une sus fuerzas en un proyecto internacional, intergeneracional y transatlántico sobre los sonidos más sureños de los 90 y 2000.
´S.W.E.A.T.’ es un proyecto que consta de 9 cortes en el que se puede apreciar musicalidad, tradición, Grillz y la sombra alargada de Dj Screw que ha cruzado el atlántico hasta el sur de Europa y hacen que S.W.E.A.T. se convierta en un clásico instantáneo de dirty south en español.
La realización de ´S.W.E.A.T.’, cuenta con un elenco de colaboraciones nacionales e internacionales como el cantante valenciano de r&b T. Dom, las cantantes de soul y góspel Natacha Kanga y Montreaa desde Francia y Houston (Texas) respectivamente o el propio Sholo Truth quien firma el sencillo adelanto “Home (OG’s del barrio)” cuya fecha de salida servirá para inaugurar el proyecto. En el apartado de las colaboraciones, S.W.E.AT cuenta con aportaciones de productores nacionales de muy alto calibre como Ochoa, Sholo Truth, Mr. Cashanova, o Keith Dramn además de los productores alemanes Heartbeatz y Milo Deezy, ambos conocidos por trabajar con artistas del underground de Houston y otros nombres reconocibles de la escena estadounidense como Rittz, Scarface, MJG, Devin the Dude o Bizzy y Krayzie Bone de Bone, Thugs n’ Harmony entre otros.

## Estilo
El estilo de Látex da un giro cuando empieza a escuchar el estilo estadounidense de hip hop conocido como dirty south, descubriendo otra manera de utilizar el tempo a partir de la forma en que se entonan los estribillos en el rap habitual de los estados del sur de Estados Unidos. A Sholo y a él siempre les había llamado mucho la atención el uso del talkbox, y se decidieron a utilizarlo para su disco en común Plan B, que publican en 2007 con claras influencias del sonido west coast rap y g funk.

¿Sonido Ugly? No tengo ni idea de lo que me hablas. (...) ¿Puristas? Yo hago una cosa que se llama música, me gusta mucho hacer rap. (...) Nadie me tiene que explicar lo que es el rap porque yo ya sé lo que es. (...) Yo no me considero abanderado de ninguna escuela, yo no veo escuela aquí, más bien veo mucho falso maestro enseñando en una supuesta “aula” lo que considera bueno y lo que considera malo, olvidándose de lo que significan palabras como cultura o respeto y negando lo que se llama “libre albedrío”.

Cuando sacamos ‘Plan B’, Sholo y yo hicimos lo que nos salía de los cojones. El día en que en este país más gente empiece a hacer lo que le salga de los huevos y olvide etiquetas, géneros y demás… es posible que podamos ver una escena consolidada o mejor dicho: seria.

### Látex Diamond comoalter ego
Yo siempre he mantenido mi identidad, pero evolucionando... Es evidente que el Látex de hoy no va a sonar como el de hace 10 años, pero considero que no hace falta salirse del tiesto ni arrimarse al sol que más calienta, ni ponerse rodilleras para conseguir el éxito. Nosotros apostamos por la creatividad y lo demás nos la suda, porque sabemos el lugar que nos corresponde, sabemos lo que estamos haciendo y por qué lo hacemos.

## Influencias musicales
Sus influencias más citadas son las de Redman, K-Solo Wu-Tang Clan, Onyx, Geto Boys, De La Soul, Das EFX, Brand Nubian Snoop Dogg y Tha Dogg Pound. Más adelante, su sonido y estilo parece más inspirado por el subgénero dirty south y artistas como Z-ro, Three Six Mafia, Trae The Truth, Pimp C, Bun B o Devin The Dude y por el rap chicano en particular, como es el caso de las producciones de Fingazz y los trabajos de artistas como Lil Rob o Mr Shadow.
También se siente atraído por la música negra, aunque afirma escuchar todo tipo de música, desde Rubén Blades a música clásica, pasando por raï. También ha declarado que conoció muchas músicas sampleando, como por ejemplo la de Charles Aznavour o Isaac Hayes Uno de los artistas que afirma más le ha influenciado es Frank Zappa. De hecho, en la portada de la mixpate "Despertar" aparece mostrando un vinilo suyo.

Siempre me ha molado cantar en cualquier ritmo. Yo escucho todo tipo de música: reggae, rock, soul, funk y rap. En el rap he escuchado Nueva York, L.A. me flipa, y el Sur es lo que más me mola.

Las instrumentales que emplea, muchas de ellas producidas por Sholo Truth, suelen tener influencia de sonidos como west coast, funk y música electro, algo común a los artistas de Uglyworkz.

¿El rap de donde viene? Del electrofunk. La gente flipa con temas de Grand Master Flash en los garitos. ¿Con que se empezó a usar el talkbox? ¡Pues precisamente con el electro! Considero que la gente a la que llamas “clásica” en su forma de entender el hip hop, debería de saber qué cosas más clásicas en el rap que el vocoder o el talkbox o los ritmos electrónicos rollo funk no hay. Pero es normal porque muchos no se enteran de nada.

## Discografía

### En solitario
- "Látex" (Maqueta) (2000)
- "Xperma" (Maqueta) (2002)
- "Érase una vez antes...y ahora" (Maqueta) (2004)
- "Recuérdame" (Mixtape) (2005)
- "Cuenta y suma (Mixtape)" (2007)
- "Líder" (EP) (2009)
- "Despertar" (Mixtape) (2009)
- "Piedra, papel o tijera (LP)" (2010)
- "Nunca olvides Vol.1" (Mixtape) (2011)[6]
- "Nunca olvides Vol.2" (Mixtape) (2011)[7]
- "Es Increíble (Sencillo)" (2011)
- "Doc Brown (Sencillo)" (2017)
- "Life es Corta 2 (Sencillo)" (2017)
- "Bruce Banner (Sencillo)" (2017)
- "Outlet (EP)" (2018)
- "Atemporal (LP)" (2019)
- "S.W.E.A.T (South West European Amplifierburstin'trilladistical Tunes") con A.Cheeze (LP)" (2019)

### Como Látex Diamond & Sholo Truth
- "Plan B" (Uglyworkz Entertainment, 2007)
- "Voy a salir de aquí (Sencillo)" (E1MD Records, 2014)
- "En aquella tierra (Sencillo)" (E1MD Records, 2014)
- "Míranos (Sencillo)" (E1MD Records, 2014)
- "Graffiti" (Sencillo) (E1MD Records, 2019)
- "Time is Money (Gang Starr Tribute) (Sencillo)" (E1MD Records, 2019)
- "Plan C" (E1MD Records, 2021)

### Como Latragam
- "LaTragam" E1MD Records, 2013

## Colaboraciones
- Mitsuruggy - Doble K.O. (Mitsuruggy, 2001)
- Mitsuruggy - La traga´m show (con Siro) (Mitsuruggy, 2001)
- Mitsuruggy - Solteros de oro (De Mal Gusto, 2002)
- VV.AA. - Underground Promesas Vol. 1 (2002)
- Trapos Sucios - El Anuario 2ª edición (2002)
- Sholo - The Mixtape (2003)
- Sektor Zentral - Evolución (2004)
- Mitsuruggy Súbelo (con Kiba) (En Paz, 2004)
- VV.AA. - Underground Promesas Vol. 3 (2005)
- Sta.K.Sánchez - Sociopata Askeroso Kabrón Enfermo (2005)
- VV.AA. - Yo Rap Tu Chita (2005)
- Mitsuruggy Big Pimp´n (con Madrid Pimps) (Sangre Azul, 2005)
- Trad Montana - Madrid Sucio Vol. 1 (2006)
- Inze Brashier - Luna Negra (2007)
- Sta.K.Sánchez - Delirium Tremens (2007)
- Mitsuruggy - La Luz (2008)
- Goiko - 7:00 am (2008)
- T.Dom - Nada Mas (T.Dom, 2019)